# Noise gate
Um noise gate ("portão de ruído") ou simplesmente gate é um dispositivo eletrônico ou uma lógica de software utilizado para controlar o volume de um sinal de áudio. Em sua forma mais simples, um noise gate permite que um sinal passe apenas se for mais alto que determinado nível: o portão "se abre". Se o volume do sinal cai abaixo do nível, o portão "se fecha" e o sinal é cortado ou atenuado. Um noise gate é utilizado quando o nível do sinal está acima do nível do ruído, de modo que, quando não há sinal, o ruído é cortado. Um noise gate tipicamente não remove ruído misturado ao sinal, quando o noise gate "abre", tanto o sinal quanto um possível ruído passam.
Noise gates são utilizados principalmente em tratamento de som em estúdio. Músicos de rock frequentemente carregam uma unidade portátil para controlar ruídos indesejáveis de seus sistemas de amplificação.